# Sándor Lénárd
Sándor Lénárd, Alexander Lenard (ur. 9 marca 1910 w Budapeszcie, zm. 13 kwietnia 1973 w Dona Emma, Brazylia) – węgierski lekarz, poeta, poliglota, publikował po niemiecku, po łacinie, po węgiersku, po włosku i po angielsku.

## Życiorys
Jego rodzicami byli Jenő Lénárd (1878-1924) i Ilona Hoffmann (1888-1938). Miał jednego brata Karola, który zginął w trakcie prac przymusowych w 1944.
W 1920 roku jego rodzina przeprowadziła się do Austrii, gdzie uzyskał dyplom lekarza medycyny. Po Anschlussie w 1938 roku musiał uciekać do Włoch. Podczas wojny utrzymywał kontakt z Ruchem Oporu i do końca wojny przebywał w Rzymie. W 1951 roku wyjechał do Brazylii. W roku 1956 wygrał nagrodę pieniężną w konkursie telewizyjnym (im. Johanna Sebastiana Bacha) w São Paulo i za wygraną kupił małą posiadłość dolinie Dona Emma, gdzie później zbudował swój „niewidzialny” dom, gdzie mieszkał do końca życia i leczył Indian.
Pisał wiersze, prace naukowe i książki kucharskie. Przetłumaczył na język łaciński książkę dla dzieci Wilhelma Buscha pt. Max i Moritz, książkę Sagana pt. Witaj Smutku oraz książkę o Kubusiu Puchatku.
Korespondował z humanistami z całego świata.

## Publikacje
- Völgy a világ végén (Magvető Kiadó,1967.), Alexander Lenard
- Egy nap a láthatatlan házban, (Magvető Kiadó, 1969.), Lénard A. Sándor, saját illusztrációival
- Római történetek (Magvető Kiadó, 1969.), Lénard A. Sándor, visszaemlékezések
- Völgy a világ végén s más történetek (Magvető Kiadó,1973.), Lénard Sándor, prózai írások,
- A római konyha (Magvető Kiadó, 1986.), Lénard Sándor, németből fordította Tandori Dezső
- Magyarország kívülről, avagy A túlélés művészete (1990.)
- Egy magyar idegenvezető Bábel tornyában (Typotex, Budapest, 2003.)
- Családtörténeteim. Levelek fiaimhoz, (Typotex, Budapest, 2010.) ISBN 978-963-279-102-9

### Publikacje w języku niemieckim
- Ex Ponto (Róma, 1947)
- Orgelbüchlein (Róma, 1949) versek, Amerigo Tot 10 linómetszetével
- Andrietta (Róma, 1949) versek
- Asche (Róma, 1949) versek
- Die Leute sagen (Róma, 1950) versek
- Zwischen den Geistern und den Utopien (Róma, 1951.)
- Die Römische Küche (Stuttgart, 1963), szakácskönyv, (magyarul: A római konyha (1986))
- Die Kuh auf dem Bast (Stuttgart, 1963.), jegyzetek, a szerző tusrajzaival,(magyarul: Völgy a világ végén (1967))
- Sieben Tage Babylonisch (Stuttgart, 1964.), nyelvészeti tanulmányok
- Gedichte und Übersetzungen (Blumenau 1970.)

### Publikacje w języku łacińskim
- De officio medici. Contributo alla storia dell'etica medica (Róma, 1947)
- Tristitia Salve (Párizs, 1963) (F. Sagan regénye latinul)
- Maxus atque Mauritius (Buscg: Max und Moritz meséje latinul, ford.: Alexandro Lenardo)